# Fabronia degeneri
Fabronia degeneri är en bladmossart som beskrevs av Edwin Bunting Bartram 1933. Fabronia degeneri ingår i släktet Fabronia och familjen Fabroniaceae. Inga underarter finns listade i Catalogue of Life.